# Cala Tirant
Cala Tirant es una playa de arena a cuyo oeste,  desemboca un torrente que drena una zona de humedales al sur. La llegada con vehículos de motor es posible y se  puede llegar desde Mercadal a través de las carreteras Me-15 que lleva a Fornells y Cf-3 que lleva al cabo de Caballería por desvíos los señalizados. 

## Cartografía
Hoja de cartografía terrestre del CNIGː
Hoja nº 618 de la serie MTN50 del  Insitituto Geográfico Nacional. (Descarga gratuita en formato digital en Centro de descargas del  Centro Nacional de Información Geográfica)
«Centro de descargas del Centro Nacional de Información Geográfica» (en español, inglés y francés).
Cartas náuticas del Instituto Hidrográfico de la Marina;
- D 436 Isla de Menorca (I Edición 2004)

- 4262  Carta náutica Puerto de Fornells i bahía de Tirant